# Саадулаев, Юсуп Магомедович
Юсуп Магомедович Саадулаев (род. 31 марта 1985 года, Хасавюрт, Дагестанская АССР, РСФСР, СССР) — российский боец смешанных боевых искусств, выступающий под эгидой ONE Championship. Чемпион TFC Champion (2009), бронзовый призёр Чемпионата мира по Бразильскому Джиу-джитсу. Действующий боец ММА выступающий под эгидой ONE Championship. Тренер по бразильскому джиу-джитсу, обладатель чёрного пояса, один из первопроходцев в России в этом виде спорта. Среди его воспитанников есть несколько спортсменов с чёрными и коричневыми поясами.

## Биография
Родился в Хасавюрте. Спортом начал заниматься ещё в юношеском возрасте. На протяжении трёх лет занимался вольной борьбой в хасавюртовской школе имени Мурада Умаханова. Но в связи с полученной травмой через два с половиной года ему пришлось прекратить тренировки. Вернулся в спорт лишь в 21 год после того как перебрался в Махачкалу, где начал заниматься джиу-джитсу. Затем по университетской программе уехал в Нью-Йорк. Там примерно год занимался вольной борьбой в городе Стратфорде, штат Коннектикут. По приезде из Нью-Йорка в Чикаго в ноябре 2007 года познакомился с Кристианом Уфлакером, который начал обучать его технике и секретам борьбы джиу-джитсу.
Спортсмен выступает в популярном азиатском промоушен ONE FC. Его первый выход в клетку в нём произошёл в 2012 году. Чаще всего выступает в весе до 61 кг. Спортивную карьеру он совмещает с тренерской деятельностью в Москве. В студенческие годы учился в США.

## Статистика
| Боёв 28         | Побед 20 | Поражений 6 |
| --------------- | -------- | ----------- |
| Нокаутом        | 2        | 4           |
| Сдачей          | 11       | 0           |
| Решением        | 7        | 2           |
| Ничьи           | 1        | 1           |
| Не состоявшихся | 1        | 1           |

| Результат | Рекорд | Соперник       | Способ                   | Турнир                           | Дата             | Раунд | Время | Место         | Примечание |
| --------- | ------ | -------------- | ------------------------ | -------------------------------- | ---------------- | ----- | ----- | ------------- | ---------- |
| Победа    | 5-0    | Джефф Харлебуа | Сдача (Гильотина)        | TFC 16: Total Fight Challenge 16 | 27 июня 2009     | 1     | 2:39  | Хаммонд, США  |            |
| Победа    | 4-0    | Лойд Картер    | Сдача (Удушение сзади)   | CCC 7 Furious                    | 9 мая 2009       | 2     | 3:50  | Хаммонд, США  |            |
| Победа    | 3-0    | Деннис Кинг    | Сдача (Гильотина)        | Warrior Combat 22                | 18 апреля 2009   | 1     | 0:33  | Дейтон, США   |            |
| Победа    | 2-0    | Майкл Рейна    | Технический нокаут       | BABS: Brawl at Bourbon Street    | 12 ноября 2008   | 2     | 1:42  | Иллинойс, США |            |
| Ничья     | 1-0    | Мартин Хименес | Раздельное решение судей | TFC 13 POWER FIGHTS              | 20 сентября 2008 | 2     | 5:00  | Индиана, США  |            |
| Победа    | 1-0    | Мэтт Уилсон    | Болевой приём (Кимура)   | BABS: Brawl at Bourbon Street    | 10 сентября 2008 | 1     | 0:52  | Иллинойс, США |            |